# NGC 6141
NGC 6141 је спирална галаксија у сазвежђу Херкул која се налази на NGC листи објеката дубоког неба.
Деклинација објекта је + 40° 51' 30" а ректасцензија 16h 23m 6,3s. Привидна величина (магнитуда) објекта NGC 6141 износи 14,9 а фотографска магнитуда 15,8.